# 霍甘特峰
霍甘特峰（Hohgant），是瑞士的山峰，位於該國中部，由伯恩州負責管轄，屬於埃默河谷山的一部分，該山峰海拔高度2,197米，每年平均降雨量1,703毫米。